# Peng Zhen
Peng Zhen (ur. 12 października 1902, zm. 26 kwietnia 1997) – chiński polityk komunistyczny.
Od 1923 roku członek Komunistycznej Partii Chin, prowadził działalność podziemną na terytoriach kontrolowanych przez Kuomintang.
Po utworzeniu Chińskiej Republiki Ludowej w 1949 roku piastował urząd burmistrza Pekinu i pierwszego sekretarza lokalnej komórki KPCh. Od 1951 roku członek Biura Politycznego Partii.
Jako bliski współpracownik Liu Shaoqi stał się jedną z pierwszych ofiar rewolucji kulturalnej. 18 maja 1966 roku usunięty z Biura Politycznego i stanowiska burmistrza Pekinu. Przez kilka lat więziony.
Zrehabilitowany w 1979 roku ponownie wszedł w skład Biura Politycznego KPCh. Został także wiceprzewodniczącym Stałego Komitetu Ogólnochińskiego Zgromadzenia Przedstawicieli Ludowych, a w latach 1983–1988 był jego przewodniczącym.